# Selçuk Hatun
Selçuk Hatun (um 1407 in Amasya oder Merzifon; † 25. Oktober 1485 in Bursa) war eine osmanische Prinzessin und Tochter des Sultans Mehmed I.

## Leben
Selçuk Hatun wurde um 1407 in Amasya oder Merzifon als Tochter des osmanischen Sultans Mehmed I. und der Konkubine Kumru Hatun geboren. Aufgrund des Osmanischen Interregnums wohnte ihr Vater Mehmed I. an verschiedenen Orten und so wuchs Selçuk Hatun mit häufigen Umzügen auf. Nachdem Mehmed 1413 seine Brüder besiegt hatte und den Thron bestieg, lebte Selçuk Hatun im Palast in Edirne und verbrachte dort ihre Kindheit. Nach dem Tod ihres Vaters übernahm 1421 ihr ältester Halbbruder Murad II. den Thron und sie zog nach Bursa.
Im Jahr 1425 arrangierte ihr Bruder eine Ehe mit Damat Taceddin Ibrahim II. Bey, einem Sohn des anatolischen Fürsten İsfendiyar Bey. Nach dem Tod ihres Mannes im Jahr 1443 heiratete sie den anatolischen Beylerbey Karaca Pascha. Nach dem Tod ihres zweiten Mannes kehrte sie nach Bursa zurück und heiratete nie wieder.
Nach dem Tod von Sultan Mehmed II. im Jahr 1481 entbrannte zwischen den beiden Söhnen Mehmeds ein Kampf um den Thron. Bayezid II. und Cem Sultan begannen eine heftige Auseinandersetzung um die Thronfolge. Dabei stellte sich Selçuk Hatun auf die Seite von Cem. Als er sich zum Sultan erklärte, lebte sie mit ihm in Bursa. Cem Sultan schickte Selçuk Hatun als Botschafterin zu Bayezid. Die schlug eine Teilung des Reiches vor, bei der Cem die anatolischen Gebiete und sein Bruder die europäischen erhalten sollte. Dieser Vorschlag hätte jedoch die Einheit des Landes zerstört. Bayezid lehnte ab und so musste Selçuk Hatun ohne Ergebnis zurückkehren. Bayezid gelang es schließlich, seinen Bruder zu entthronen und den Thron zu besteigen. Selçuk Hatun kehrte nach Bursa zurück, wo sie ihre restlichen Lebensjahre verbrachte.
Selçuk Hatun starb 1485 und wurde in der Yeşil Türbe ihres Vaters in Bursa bestattet.

## Familie
Während ihrer Ehe mit Taceddin Ibrahim Bey bekam Selçuk Hatun sechs Kinder, von denen aber nur Hatice Hatun das Erwachsenenalter erreichte. Ihr erstes Kind war der Sohn Orhan Bey, der im Alter von fünf Jahren im November 1429 starb. Ihr zweites Kind Paşa Melek Hatun starb im Alter von zehn Jahren im Jahr 1436, ihr drittes Kind Emir Yusuf Bey starb wohl mit 15 im September 1441. Ihr viertes Kind Hafsa Hatun starb im Alter von 16 Jahren im Mai 1442. Das fünfte Kind des Paares war Hatice Hatun. Sie war die einzige, die erwachsen wurde. Ihr Todesjahr wird mit 1502 angegeben. Alle Kinder sind in der Türbe der Mutter bestattet. Das sechste Kind von Selçuk Hatun war Işak Bali. Die Lebensdaten sind unbekannt, man weiß nur, dass das Kind nach dem Tod des Vaters bei der Mutter in Bursa lebte. 
Aus der zweiten Ehe stammt die Tochter Hundi Hatun.

## Wohltätige Stiftungen

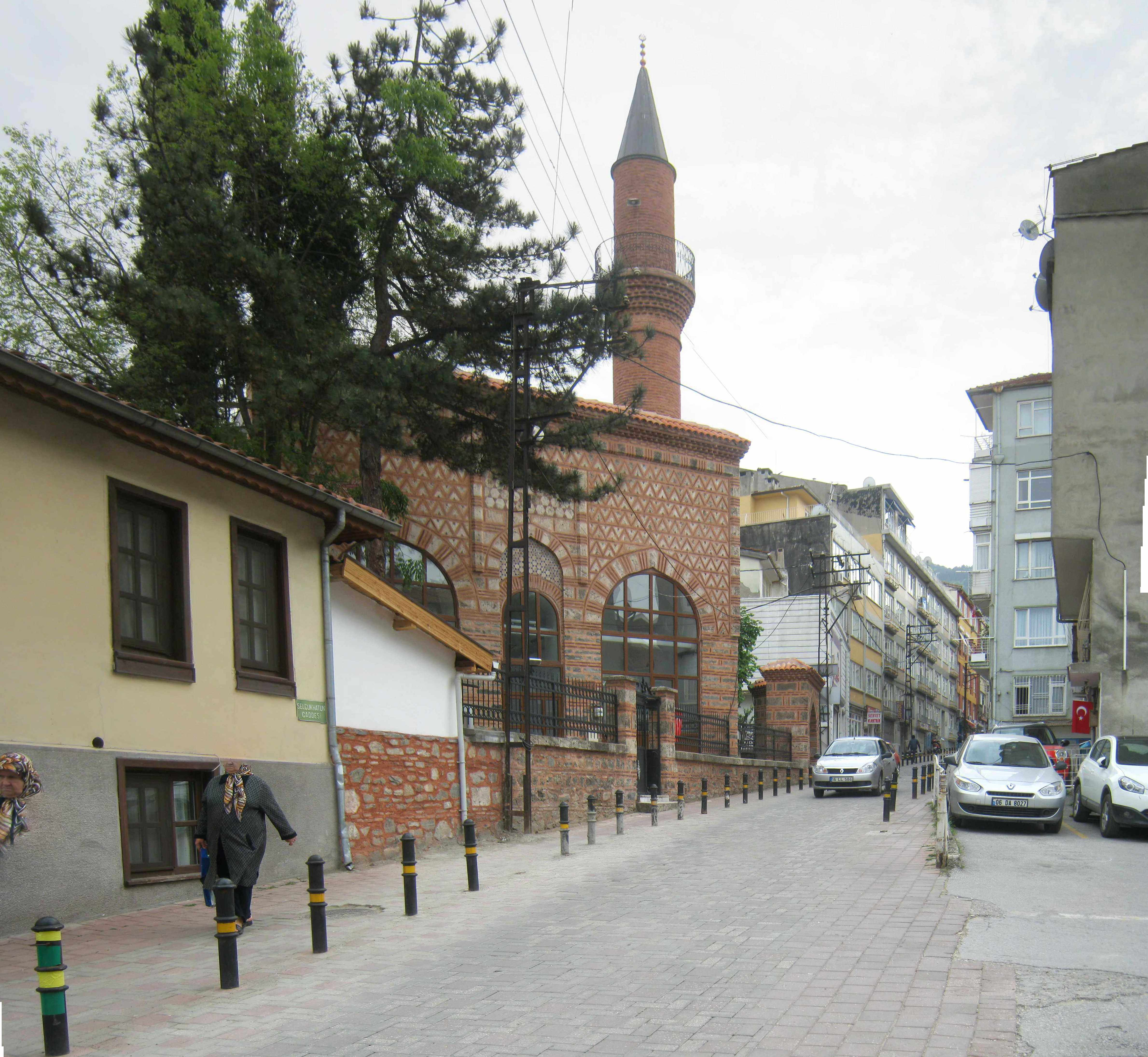
Die Selçuk-Hatun-Moschee in Bursa

Selçuk Hatun ließ die Selçuk-Hatun-Moschee in der Nähe der Irgandı-Brücke in Bursa errichten. In Beyazıt richtete sie 1483 zwei Jahre vor ihrem Tod eine Stiftung ein und brachte ihren gesamten Grundbesitz (darunter Bauernhöfe, Grundstücke, Häuser, Geschäfte, Weinberge und Gärten) ein, um die Moschee in Bursa zu unterstützen. Ihre Villa „Tabhane“ im Moscheeviertel in Bursa sollte zum Imaret werden, einer Suppenküche für Armenspeisungen. Die Moschee wurde bei Naturkatastrophen und Feuern mehrfach beschädigt und auch mehrfach umgebaut.
Selçuk Hatun ließ eine weitere Moschee mit ihrem Namen in Edirne errichten. Sie trug außerdem mit einer regen Bautätigkeit zur baulichen Entwicklung von Edirne bei. So ließ sie beispielsweise über den Nilüfer Çayı eine Brücke errichten, welche die wichtige Straße von Bursa nach Karacabey verbesserte.
Selçuk Hatun baute außerdem ein Imaret, in dem Medrese-Schülern ein warmes Essen serviert wurde. Selçuk Hatun ließ außerdem in Kastamonu eine Türbe errichten, in der ihre Kinder bestattet wurden.
Die Stiftung von Selçuk Hatun unterstützte auch viele Familienmitglieder mit einem Einkommen. Auch die Sklaven der Prinzessin profitierten: ihnen wurde ein lebenslanges Gehalt gezahlt.